# Orbikulartextur
Als Orbikulartextur wird eine konzentrische Kristallisation von gewöhnlichen, magmatischen Gesteinsmineralen bezeichnet. Sie erfolgt um Fremdeinschlüsse, einzelne Mineralkörner oder Kornaggregate des betroffenen Gesteins (Orbikulits). Orbikulartexturen sollten nicht mit ähnlich aussehenden kreisförmigen Anschnitten von Magmenröhren verwechselt werden.

## Etymologie
Der Begriff Orbikulartextur ist vom Lateinischen orbiculus abgeleitet, einer Verkleinerung von orbis Kreis, Rundung.

## Geschichte
Die Orbikulartextur wurde erstmals im Jahr 1802 von Leopold von Buch im Granit des Riesengebirges wissenschaftlich erwähnt. Sein ursprünglicher Fund ging aber bereits auf 1796/1797 zurück. Jedoch war ein erster Lesesteinfund bereits 1785 von Auszubildenden unter de Barral in Frankreich gemacht worden. Weitere Beschreibungen erfolgten u. a. durch Frederick Henry Hatch (1888), Karl Heinrich Rosenbusch (1907), Jakob Johannes Sederholm (1928), Albert Johannsen (1932 und 1937) und Pentti Eskola (1938 und 1963), sowie in einer umfassenden Revision durch David J. Leveson im Jahr 1966.

## Beschreibung

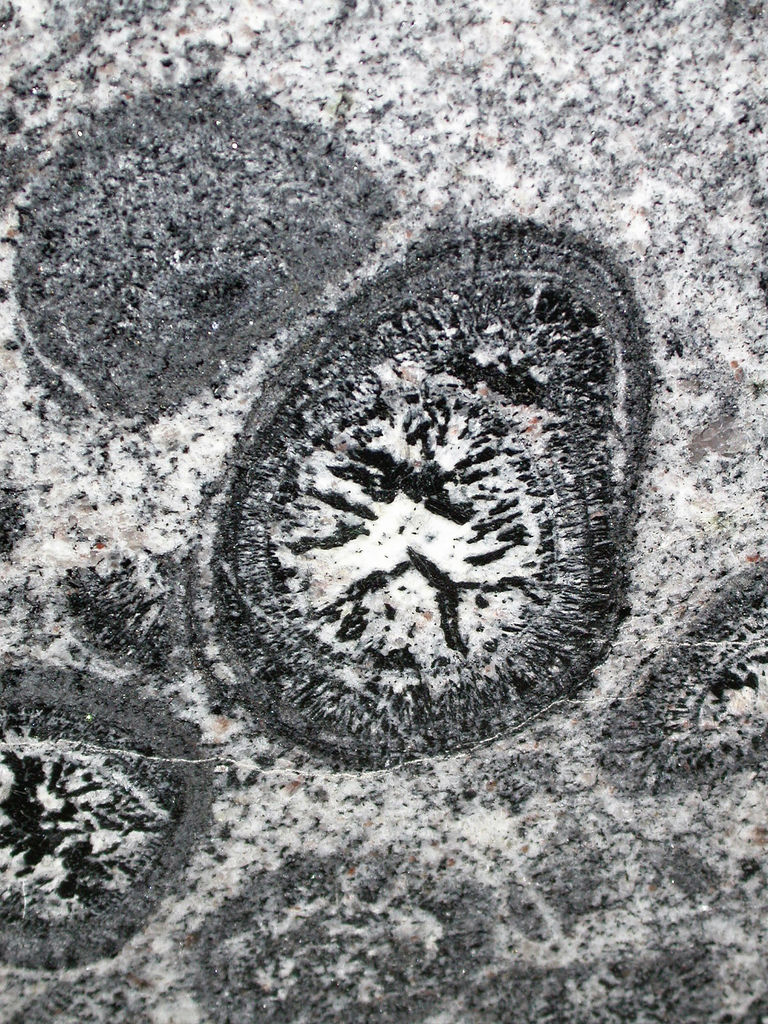
Polierte Gesteinsplatte mit Orbikulartextur von Mount Magnet, Westaustralien

Orbikulartexturen bauen sich aus einer, meistens aber aus mehreren, sehr regelmäßig geformten, konzentrischen, Kugelstrukturen auf. Diese Kugeln können unterschiedlich zusammengesetzt sein und unterschiedliche Korngrößen aufweisen. Ihre räumliche Verteilung ist gewöhnlich statistisch ungeordnet, kann aber durchaus auch als dicht gedrängte Gruppierungen stattfinden.
Gewöhnlich ist ein Innenbereich (Kern) zu erkennen, der von einer oder auch mehreren Schalen umgürtet wird. Die einzelnen Orbikule, die einen Durchmesser von 10 Zentimeter und darüber erreichen können (mit einem Streubereich von 1 bis 40 Zentimeter), sind in eine gleichkörnige oder auch porphyrische Grundmasse eingebettet – der Matrix. Insgesamt zeigen Kern und Matrix in den meisten Fällen dieselben Minerale, es kommen aber auch Abweichungen in der Zusammensetzung vor. Sehr große Orbikule werden aus mehreren Schalen aufgebaut. Generell können Orbikulgröße und Chemismus miteinander korreliert werden – ultramafische und karbonatitische Orbikule sind sehr klein (Zentimeterbereich). Mit steigendem Siliziumgehalt wächst der Durchmesser – sehr große Orbikule zwischen 30 und 40 Zentimeter treten beispielsweise in Granodiorit und Quarzmonzonit auf.
Die Vorkommen von Orbikulartexturen sind räumlich sehr begrenzt und nehmen an der Oberfläche weit unter einem Quadratkilometer ein (Hektarbereich). Sie finden sich an Intrusionsrändern, in Gängen und in magmatischen Röhrenstrukturen.
Die Orbikulartexturen eines Vorkommens gleichen sich meist in Aufbau und Größe, dennoch können in manchen Fällen auch verschiedene Typen von Orbikulen nebeneinander angetroffen werden.

### Kern
Der Kernbereich kann sehr unterschiedlich ausgeprägt sein. In der Regel besteht er aus einer Zusammenballung feinkörniger Minerale. An ihre Stelle können aber auch Xenolithe – Fremdgesteinseinschlüsse wie beispielsweise Metamorphite (Metapelite, dunkle Schiefer, Migmatite, Amphibolite, peraluminose Restite) – oder autolithische Magmatite (z. B. Mikrodiorite, Hornblendite und Granitoide), große Einzelkristalle (Phäno- oder Megakristalle) bzw. deren Bruchstücke und Kristallaggregate treten. Als Kristallisationskeime fungieren gewöhnlich Plagioklas oder Alkalifeldspat und gelegentlich auch mafische Minerale wie beispielsweise Hornblende. In Ultramafiten finden sich im Kern Serpentin (entstanden durch Olivinzersetzung), Diopsid oder ein Mineralgemisch aus Orthopyroxen, Klinopyroxen und Amphibol.
Der Übergang vom Kern- zum Schalenbereich erfolgt nicht immer scharf, sondern ist oft verschwommen und kann dann nur unter dem Mikroskop festgelegt werden.
Aufgrund von vorangegangener Magmenmischung können Kerne sehr komplex strukturiert sein. Komplex gebaute Kerne können auch aus einem oder zwei Proto-Orbikuliten (siehe weiter unten) bzw. einer Kombination von Xenolith und Proto-Orbikulit zusammengesetzt sein.

### Schale(n)
Das Kristallwachstum erfolgt in den Schalen sehr oft radial von innen nach außen, tangentiales Wachstum parallel zu den Schalenlagen kommt aber ebenfalls vor. Oft sind die Mineralkörner ohne bevorzugte Einregelung auch nur ringförmig angeordnet. Alle diese Wachstumsformen sind von Fall zu Fall verschieden und können einander abwechseln. Im Außenbereich zeigen die meist zentimeterdicken Schalen oft konzentrische, sich rhythmisch wiederholende Zeichnungen bestehend aus bis zu 40 unterschiedlichen Minerallagen. Diese Schalenzeichnung im Millimeterbereich wird meist durch kleinste dunkle Mineralkörner hervorgerufen. Ihre Rhythmizität wird mit periodisch stattfindenden Reaktionen mit dem Magma unter wechselndem Wasserdruck ( p H2O) oder unter wechselnder Unterkühlungsrate (Δ T) in Verbindung gebracht. Kammtexturen werden in den Schalen ebenfalls beobachtet.
Das Verhältnis Kern/Schale kann sehr unterschiedlich ausfallen. Bei stark entwickeltem Kern tritt der Schalenbereich zurück – wobei manchmal nur noch eine Schale vorhanden ist. Umgekehrt gewinnen die Schalen bei relativ kleinen Kernen an Bedeutung, so dass mehrere Lagen aufeinander folgen. Auch das Verhältnis Orbikul/Matrix ist variabel. Gewöhnlich überwiegt der Matrixbereich, gängige Verhältnisse liegen bei 35:65.
Auch Schalenablösungen sind gelegentlich zu beobachten.

### Matrix
Die Matrix neigt tendenziell zu porphyrischem Gefüge, kann aber auch relativ gleichkörnig erscheinen. Ihre Zusammensetzung kann mit dem Wirtsgestein übereinstimmen, muss aber nicht. Ihre Korngrößen können sich ebenfalls von Orbikulen und Wirtsgestein unterscheiden. Ihr Gefüge ist sehr vielseitig und erscheint kornartig, schiefrig, lagig usw. Der Kontakt zum Wirtsgestein kann abrupt oder graduell erfolgen. Bei manchen Vorkommen sind sogar zwei oder mehr Matrizen vorhanden.

## Wirtsgesteine
Orbikulartexturen finden sich in vielen magmatischen Gesteinen intrusiver (vorherrschend) als auch extrusiver Natur (relativ selten) – so beispielsweise in Gabbros, Noriten, Basalten, Dioriten und Graniten, aber auch in Monzoniten, Syeniten und seltenen Karbonatiten und Lamprophyren. In Matamorphiten können sie ebenfalls auftreten. Erscheinungsformen des Wirts sind Gänge, Lagergänge und Batholithen, selten auch Lavaströme, Tuffe, Gneise, Schiefer, Hornfelse, Migmatite und sogar Chromitite.

## Proto-Orbikularite
Bei den assoziierten Proto-Orbikulariten sind die Schalenbereiche oft undeutlich oder nur angedeutet entwickelt. Gewöhnlich sind in ihnen neben dem Kern nur eine bis zwei dünne und oft auch unterbrochene Schalen vorhanden. Sie können als Übergangsstadien zum Wirtsgestein betrachtet werden. Ihre Kontakte zu den eigentlichen Orbikulariten können fließend sein, zum Wirt sind sie in der Regel scharf. Es kann auch vorkommen, dass einzelne oder selten auch zwei Proto-Orbikularite erneut von Orbikulartextur umschlossen werden. Sie sind dann als Kern anzusehen.

## Mineralgehalt
Die hellen Partien in den Kernen von Orbikulartexturen bauen sich gewöhnlich aus Feldspäten (überwiegend Plagioklas und etwas Alkalifeldspat) und Quarz auf, wohingegen in den Schalen neben Plagioklas Eisen-Magnesium-Mineralien wie Biotit, Amphibole (vor allem Hornblende), Klinopyroxen, Orthopyroxen und Eisenoxide wie Magnetit und Ilmenit vorherrschen. Weiterhin in Orbikulariten angetroffene Mineralien sind Olivin, Nephelin, Titanit, Epidot, Cordierit, Sillimanit, Chromit, Turmalin und Calcit. Der Gesamtchemismus entspricht daher im Wesentlichen Dioriten, Granodioriten, Monzoniten und Syeniten.

## Korrosion
Gelegentlich fehlen ganze Schalenteile. Durch Anschmelzen des Orbikuls war es zu randlicher Auflösung und Korrosion gekommen – verursacht durch vorbeiströmendes heißes Magma der verbliebenen Restschmelze. Die Korrosion kann sehr unregelmäßig erfolgen und stellenweise sehr tief in mehrere Schalenlagen hineingreifen. Auf dieser Korrosionsoberfläche kann sich dann später eine neue, körnigere Schalengeneration absetzen.

## Verformungen
Oft sind Verformungen an einzelnen Orbikulen zu beobachten – sie sind dann nicht mehr kreisrund, sondern elliptisch abgeflacht und aneinander gedrückt. Folglich waren sie plastisch verformbare Gebilde, umgeben von einer fließfähigen Schmelze. Die Verformung kann hierbei so weit gehen, dass die interstitielle Matrix drastisch reduziert bis vollkommen ausgepresst wird. Verdrückte Bereiche werden stellenweise auch korrodiert.
Auch mineralisierte Adern können Orbikule durchziehen, wobei manchmal ein Versatz festzustellen ist. Die Orbikule wurden daher im noch nicht vollkommen verfestigten Zustand gedehnt und verschoben. Vollkommen zerbrochene, weiterbewegte Orbikulen sind ebenfalls zu beobachten.

## Entstehung

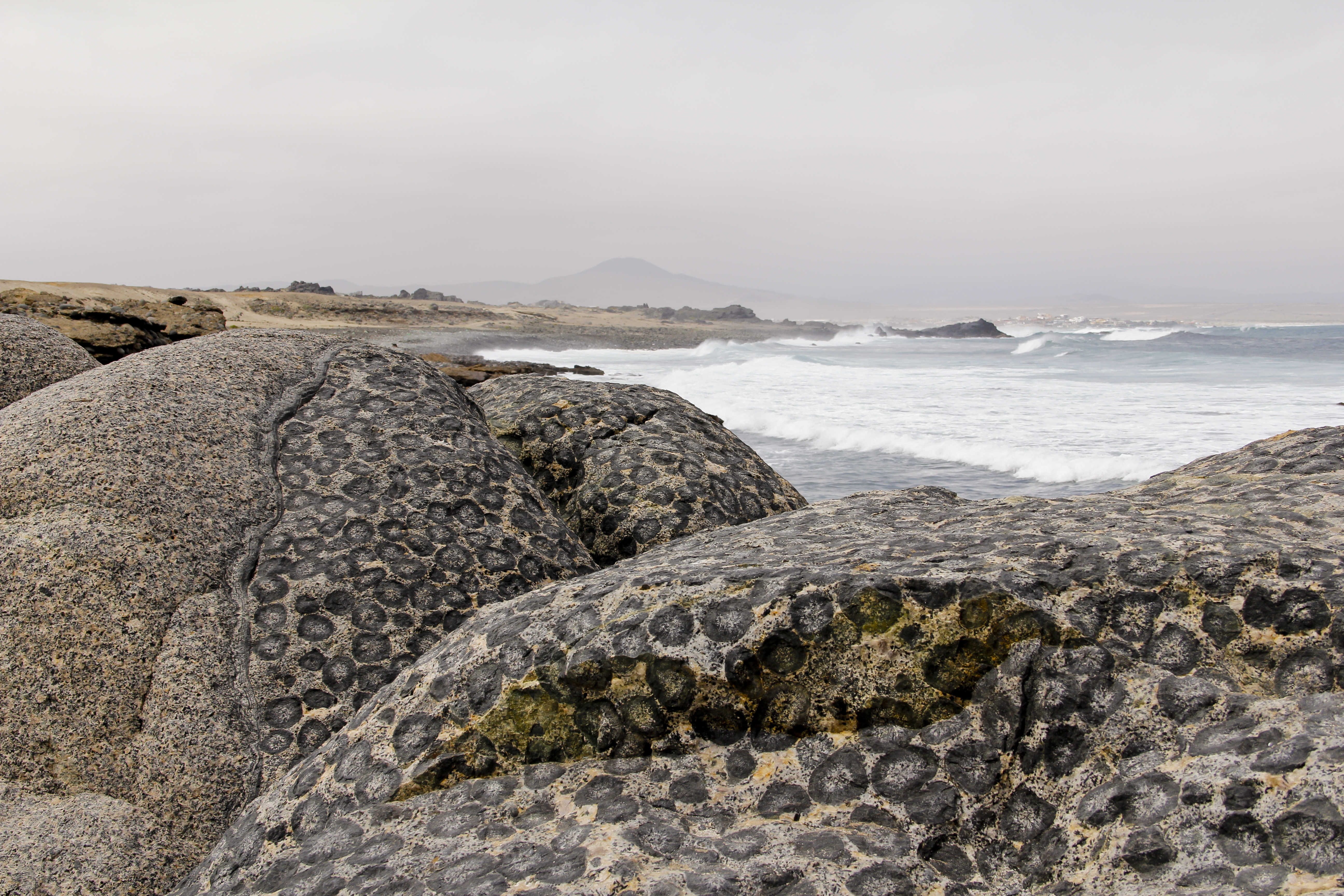
Orbikulargranit von Caldera in Chile

Orbikulartexturen sind magmatische Strukturen, ihre Entstehung ist jedoch nach wie vor umstritten. Keine der vorgeschlagenen Hypothesen kann ein allgemeines, allumfassendes Entstehungsmodell liefern. Es sind aber zahlreiche Entstehungsmechanismen vorgeschlagen worden, welche die Vielseitigkeit der Texturen in sowohl Ausgestaltung als auch Chemismus spiegeln. Ihre Vielseitigkeit erklärt sich durch Unterschiede in den Wirtsgesteinen, in der Matrix, im Kern- als auch im Schalenaufbau.
Es ist offensichtlich, dass Orbikulartexturen allein aufgrund ihres recht seltenen Vorkommens an sehr spezielle physikalisch/chemische Bedingungen während der Kristallisation geknüpft sein müssen. Aufgrund der mineralogischen Befunde darf davon ausgegangen werden, dass sich Orbikulartexturen um Erstkristallisate in einer Magmenkammer bzw. deren Randbereichen bilden. Relativ kalte Kondensationskeime sind entweder Einzelkörner (meist Feldspat-Phänokristalle), Kornaggregate oder auch Xenolithen.
Ältere Hypothesen bemühten zur Deutung des Phänomens u. a. die Unvermischbarkeit von Magmen, Schwankungen von Druck und Temperatur in der Nähe des Eutektikums, Reaktionen zwischen Magma und Einschlüssen, rhythmische Kristallisation vergleichbar mit der Bildung von Liesegangschen Ringen, metasomatische Diffusion während der Granitisierung sowie Natrium-Metasomatose mafischer Gesteine.
Eines der moderneren kristallisationsdynamischen Erklärungsmodelle geht als Startpunkt von einer starken Magmenunterkühlung (Englisch supercooling) aus, wie sie am Rand von Intrusionen verwirklicht ist. Fehlt es dort überdies an Kristallisationskeimen – charakteristisch für sehr heiße Magmen –, so verzögert sich das Einsetzen der Kristallisation. Ursache für die Verzögerung ist das verminderte Temperaturgefälle zwischen dem wachsenden Kristallaggregat und der Umgebungsschmelze – das Temperaturgefälle ist ja neben dem Konzentrationsgefälle, der Kristallisations- (N) sowie der Anwachsrate (G) der Hauptantrieb beim Kristallisationsprozess. Einmal angelaufen geht die Kristallisation dann aber dennoch recht rasch vor sich und es wachsen radialstrahlige Minerale heran. Die weitere Anlagerung von Mineralen hängt schließlich von der Geschwindigkeit ab, mit der aus der umgebenden Schmelze Material zur Kristallisationsfront herandiffundieren kann (Diffusionsrate D). Der Einbau von Mineralen an der Orbikuloberfläche bedingt jedoch eine stoffliche Verarmung in der unmittelbaren Umgebung des heranwachsenden Orbikuls – was wiederum die Abscheidung neuer Minerale einleitet.
Ron Vernon (1985) führt die Magmenunterkühlung auf einen erhöhten Wassergehalt des Magmas zurück. Eine erhöhte Wasserkonzentration senkt die Liquidustemperatur und führt außerdem potentielle Kristallisationskeime in Lösung über. Durch die Verzögerung des Kristallisationsbeginns muss die eigentliche Kristallisation dann schlagartig erfolgen, wodurch ausgelängte, nadelartige Kristalle auf existierenden Kristallen kalter Grenzflächen aufwachsen – wie beispielsweise an Intrusionsrändern unter Bildung von Kammtexturen oder aber auf festen Einschlüssen unter Bildung von Orbikulartexturen.
Neuere Arbeiten postulieren als Erklärungsmodell folgende, recht rasch aufeinander folgende Schritte:
- Überhitzung des Magmas bzw. Liquiduserniedrigung durch jähe Wasserzufuhr – was eine Depolymerisierung der Schmelze bewirkt
- Verflüchtigung gelöster Gase in der Kristallbruchstücke des Wirtsgesteins führenden Schmelze
- Adiabatische Unterkühlung der Schmelze[7] aufgrund der erfolgten Gasverflüchtigung
- Geochemische Fraktionierung infolge der einsetzenden Kristallisation an kalten Keimen
- Säulige Kristallisation im Kern bei hoher Kristallisationsrate gefolgt von Schalenbildung
- Poikilitische Kristallisation (Wachstum von kleinen Kristallen in großen Wirtskristallen bei gleichgerichteter Achsenausrichtung) in Solidusnähe im äußeren Schalenbereich und in der angrenzenden Matrix.

Pegmatitbereiche (mit Megakristallen von Alkalifeldspat) in der Matrix lassen sich durch eine Vermischung der Matrixschmelze mit der bei der Schalenbildung entstandenen wasserreichen Residualschmelze erklären.
Von Bedeutung sind oft postmagmatische Einwirkungen durch Metasomatose und Metamorphose. Auch Rekristallisationen des Kerns sind beobachtet worden.

### Fazit
Orbikulartexturen treten in intrusiven, vulkanischen und auch metamorphen Gesteinen auf. Ihr Aufbau ist aber für keines dieser geologischen Milieus charakteristisch. Denn sehr ähnliche Orbikule können in sehr unterschiedlichen Gesteinen angetroffen werden und umgekehrt erscheinen vollkommen anders geartete Orbikule wiederum in sehr ähnlichen Gesteinen.
Die Seltenheit von Orbikulartexturen lässt auf sehr seltene Bildungsbedingungen schließen. Anfangs überhitzte und später unterkühlte Schmelzbereiche dürften ebenfalls nur recht selten in Plutonen anzutreffen sein. Insbesondere Magmen granitischer Zusammensetzung besitzen ausreichend Kristallisationskeime, so dass eine normale Kristallisation gewährleistet ist. Da Orbikulartexturen an Röhren und ähnliche wärmeübertragende Strukturen (zu höher gelegenen, kühleren Abschnitten einer Intrusion) gebunden zu sein scheinen, können sie konvektiven Instabilitäten im Endstadium von Plutonen zugeschrieben werden.
Die verformten und teilweise verdauten Orbikule legen nahe, dass ihre Seltenheit möglicherweise auch auf eine generelle Zerstörung und Resorption ihrer vorher gebildeten Texturen zurückzuführen ist. Ihr rhythmischer Schalenbau ist ein Anzeichen für ein sehr stabiles Bildungsmilieu, da gestörte Verhältnisse wiederum einen gestörten Schalenbau zur Folge haben.
Wahrscheinlich sind Orbikulartexturen aber dennoch häufiger und auch komplizierter als bisher angenommen.

## Verwendung
Orbikulartexturen können geschliffen und zu Tischplatten, dekorativem Schmuck oder Kunstobjekten weiterverarbeitet werden.

## Vorkommen

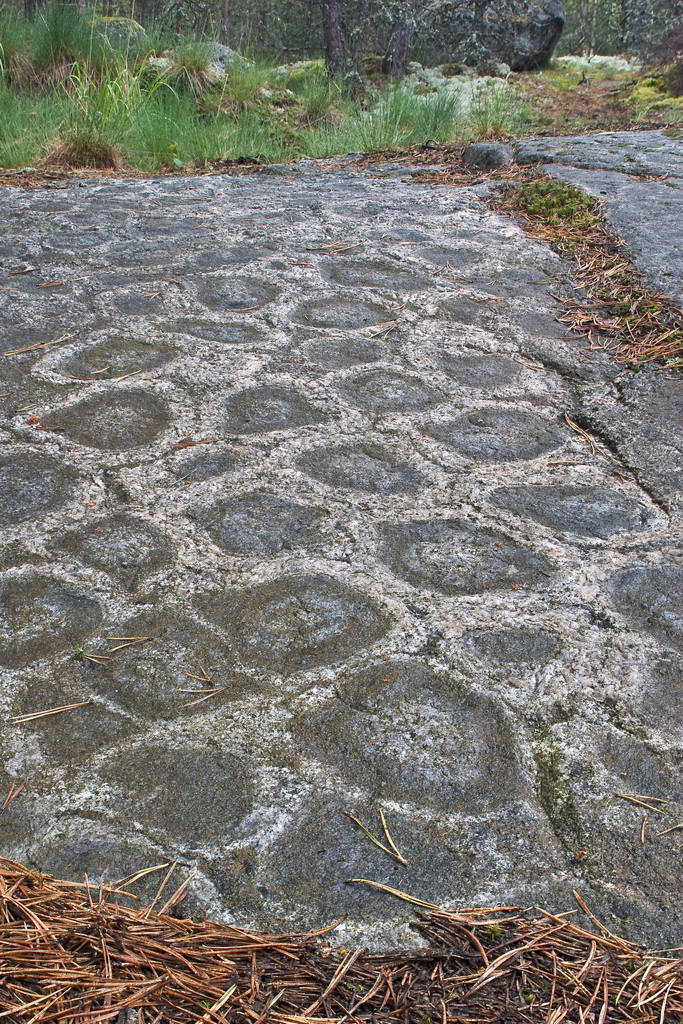
Orbikulartextur aus Nuuksionpää bei Espoo in Finnland

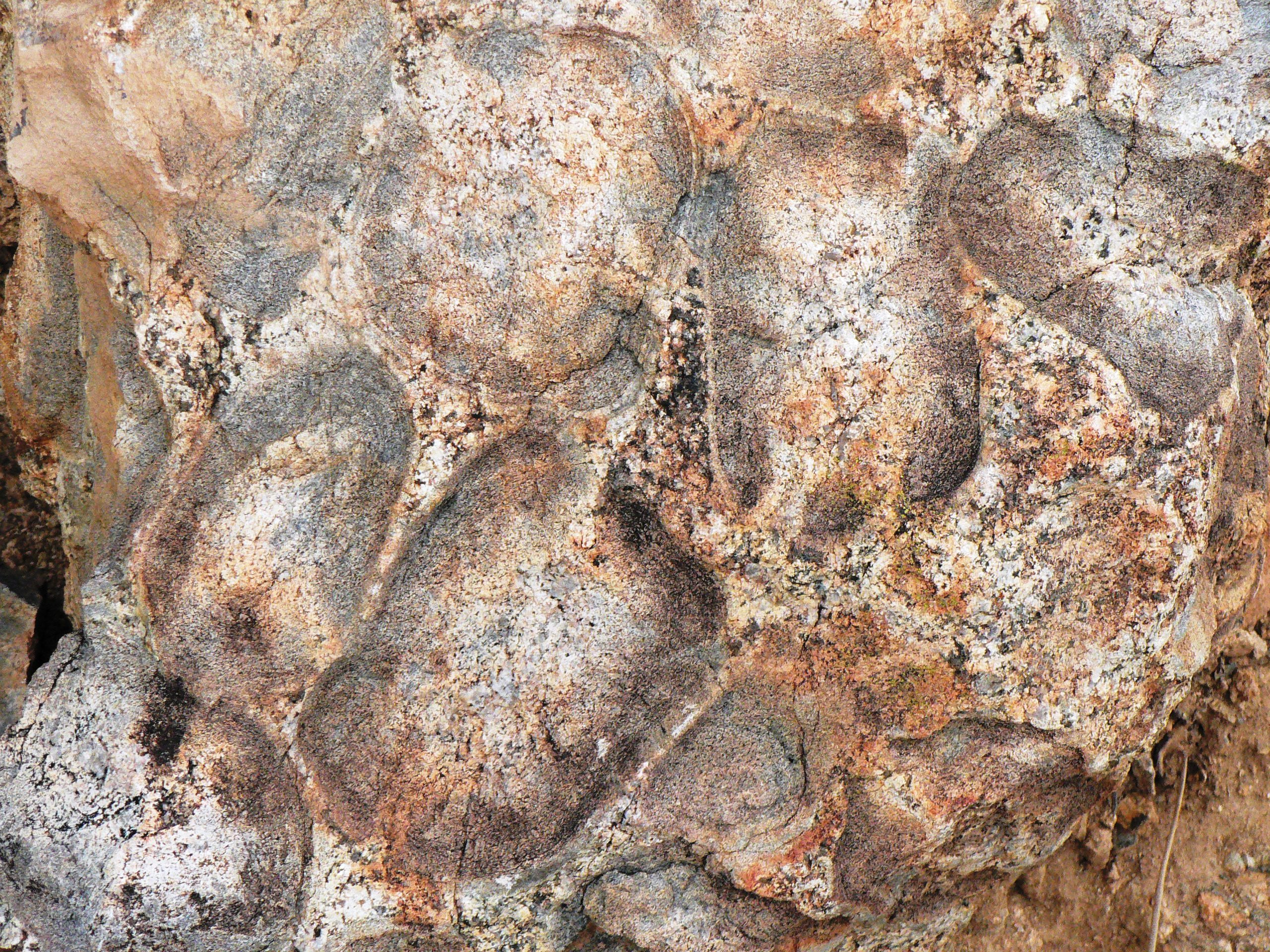
Orbikulartextur im Granit von Concordia in Südafrika

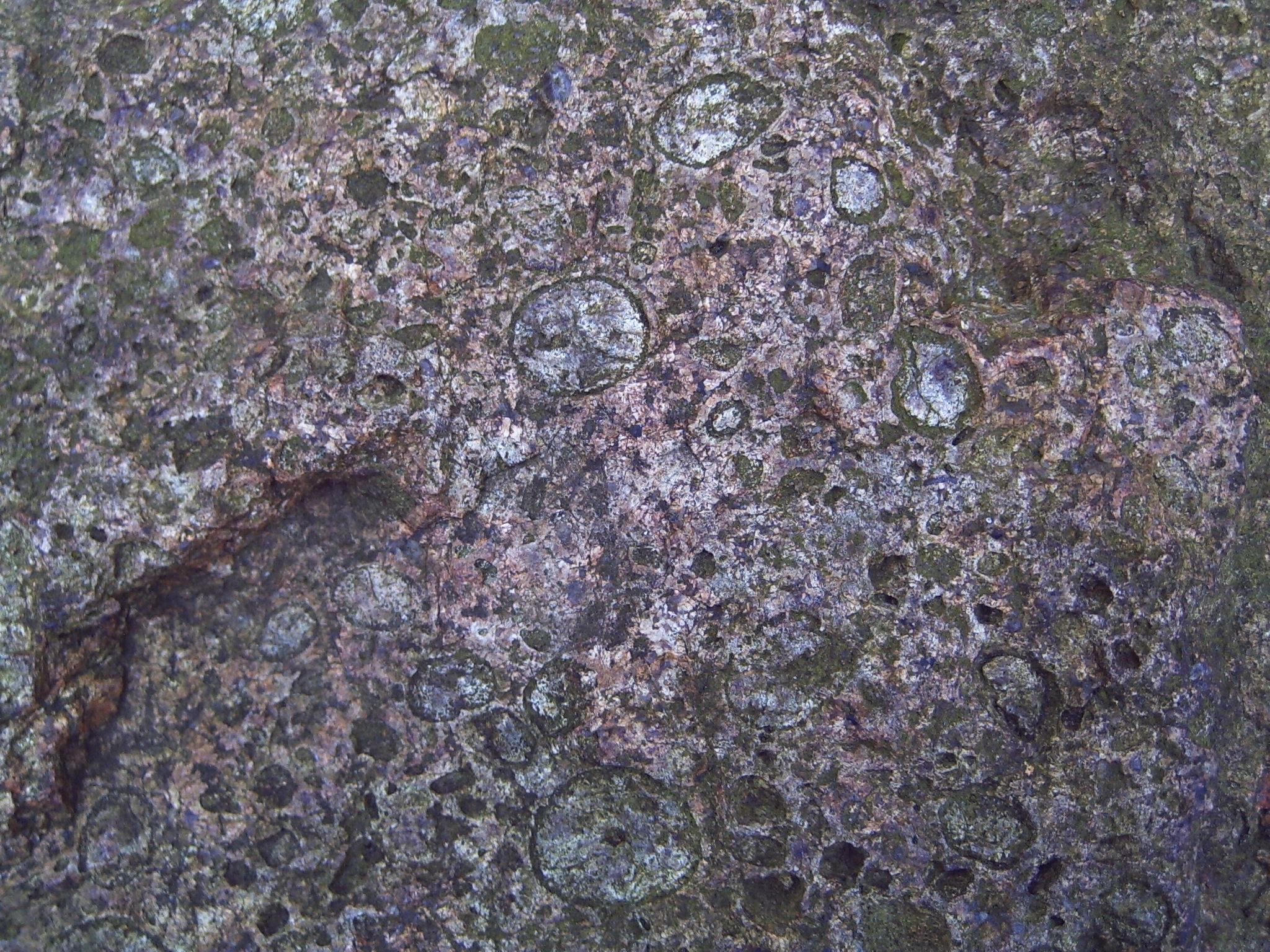
Rapakivi-Findling mit Orbikulartextur von Neuenkirchen

Knapp ein Drittel der weltweit an über 300 Fundstätten auftretenden Orbikulartexturen stammen aus Finnland (mit 83 Vorkommen, davon 29 im Anstehenden und 54 als Geschiebefindlinge):
- Espoo (Nuuksio-Nationalpark) – Syenodiorit[9]
- Kalajoki
- Kangasala (Kuohenmaa) – Monzonit
- Kemi (Ajos)
- Kuru (Pengonpohja)[10]
- Nurmijärvi (Klaukkala)
- Porvoo (Virvik) – Syenodiorit
- Savitaipale (Ruskiavuori)
- Savonlinna (Pihlajavesi)
- Savukoski (Sokli) – Karbonatit[11]
- Toivakka – Gabbro
- Vesanto (Oinaskylä)
- Vihti (Tuskapakka)

Frankreich hat ebenfalls einige Fundstellen aufzuweisen:
- Aber-Ildut-Massiv (Porspoder, südlich von Rosporden) in der Bretagne[12]
- Guéret-Granit (La Faye) im Zentralmassiv – Granit
- Janaillat im Département Creuse – Granit[13]
- La Clarté-Granit bei Ploumanac’h in der Bretagne[14]
- Loreto-di-Tallano bei Sartène in Korsika[7]
- Massiv von Néouvielle (Les Alharisses) in den Pyrenäen – Gabbro[15]
- Mont-Blanc-Massiv, Miage-Gletscher (Miagit)
- Signal de Randon im Département Lozère[16]

Die Vereinigten Staaten besitzen zahlreiche Fundstellen, insbesondere im Batholithen der Sierra Nevada Kaliforniens häufen sich die Vorkommen an Orbikulariten:
- Beartooth Mountains in Montana[17]
- Buffalo Hump in Idaho[18]
- Dehesa in Kalifornien – Gabbro
- Jove Peak in der nördlichen Kaskadenkette in Washington[19]
- Lower Castle Creek Pluton in der Sierra Nevada in Kalifornien[20]
- Sandia Mountains in New Mexico[21]

Weitere bekannte Vorkommen sind:
- Caldera (Santuario de la Naturaleza Granito Orbicular)[22] und Cordón de Lila[23] in Chile
- Chosica in Peru – Diorit
- Concordia in Südafrika
- Deshai in Pakistan[24]
- Fonni (Ghistorrai) in Sardinien, Italien – Granit
- Glenroy, Kaiteriteri, Karamea und Wangapeka in Neuseeland[25]
- Hermanov in Tschechien
- Kortfors und Slättemossa südlich von Järnforsen in Schweden – Granit[26]
- Land’s End Granite in Cornwall, England
- Matobo-Nationalpark in Simbabwe
- McMurdo Sound und Taylor Valley[27] in der Antarktis – Granit
- Montemor-o-Novo und Nationalpark Peneda-Gerês in Portugal – Diorit[28]
- Mount Magnet (Bougardie) in Westaustralien – Granit
- Mullaghderg im County Donegal in Irland – Granit
- Perth in Ontario, Kanada
- Pichor im Bundhelkhand-Massiv in Indien[29]
- Porto Vellio in Brasilien – Granit
- Reichenbach im Odenwald in Deutschland[30]
- Romsås und Vestby in Norwegen – Norit[31]
- San Juan La Laguna in Guatemala
- Sierras de Córdoba in Argentinien
- Vuorijärvi in Karelien, Russland (Karbonatit)[32]

In Deutschland sind Orbikulartexturen in verschiedenen, aus Skandinavien stammenden Geschiebefindlingen angetroffen worden. Fundorte sind u. a. Buxtehude, Hohensaaten und Neuenkirchen.